# Xíling

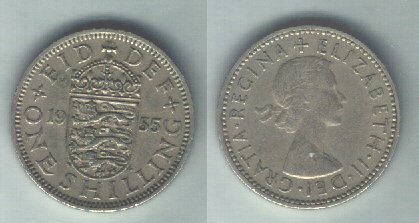
Xíling anglès del 1956

Xíling és la denominació que reben diferents tipus de moneda, tant les unitats monetàries actuals de diversos estats africans com altres que han passat a la història.
Es creu que el nom prové de l'antic mot escandinau skilling, en el sentit de "divisió", o bé "marca en un bastó". L'origen de la moneda cal buscar-lo en els sous romans (en llatí solidus), que també van originar els corresponents sous catalans i francesos, aquests darrers anomenats antigament sols. No tenen aquest origen els sols del Perú, ja que el seu nom deriva del mot espanyol que designa l'astre solar.

## Xílings actualment en vigor

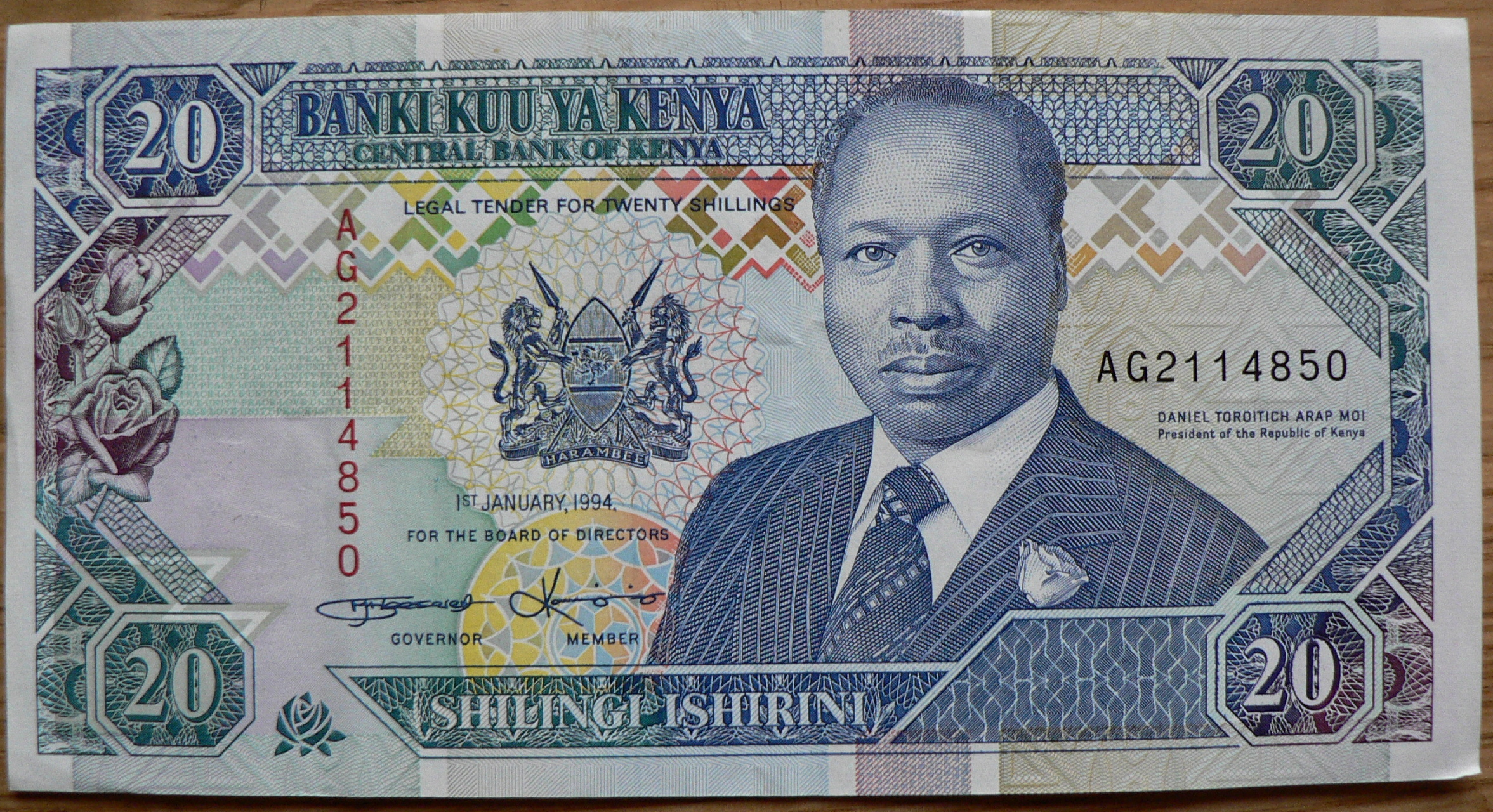
20 xílings kenyans del 1994

- el xíling kenyà o shilingi (Kenya, codi ISO 4217: KES)
- el xíling somali o shilin (Somàlia, SOS)
- el xíling de Somalilàndia o shilin (Somalilàndia, no té codi ISO, ja que aquesta república no és reconeguda internacionalment)
- el xíling tanzà o shilingi (Tanzània, TZS)
- el xíling ugandès o shilingi (Uganda, UGX)

## Xílings històrics

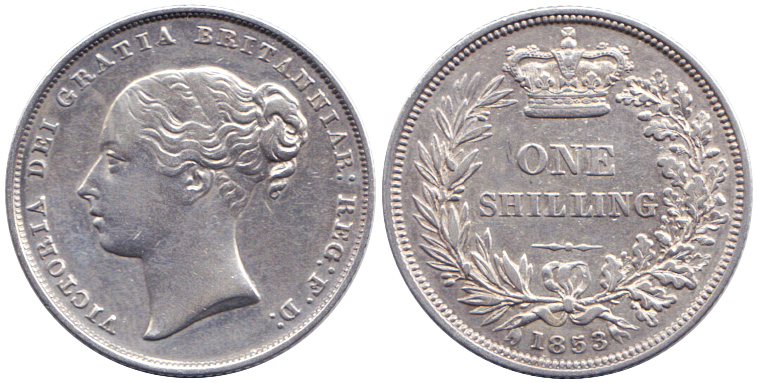
Xíling 1853, Regne Unit, Victòria. Plata

- el xíling anglès o shilling, moneda fraccionària de la Gran Bretanya encunyada per primer cop per Enric VIII el 1548, en vigor fins a la decimalització de la lliura esterlina el 1971 i retirada definitivament de la circulació el 1990; equivalia a 12 d (o antics penics) i a 5 p (o penics nous) i s'abreujava s; d'aquesta moneda deriven tota la resta de xílings de l'imperi Britànic
- el xíling de l'Àfrica Oriental o East African shilling, usat a l'Àfrica oriental britànica a partir de 1921; quan Kenya, Uganda, Tanzània i Somàlia van accedir a la independència a mitjan anys 60 van crear les seves pròpies monedes amb el nom de xíling; es planeja reintroduir el xíling de l'Àfrica Oriental com a moneda comuna cap al 2009
- el xíling australià o Australian shilling, moneda fraccionària en vigor a Austràlia de 1910 a 1966, quan la lliura australiana fou substituïda pel dòlar

- el xíling austríac o Schilling (codi ISO 4217: ATS), moneda nacional d'Àustria introduïda el 1924 en substitució de la corona austrohongaresa, substituïda de 1938 a 1945 pel Reichsmark alemany i reintroduïda de nou fins a la seva substitució definitiva per l'euro el 1999
- el xíling irlandès o scilling, moneda fraccionària d'Irlanda vigent fins a la decimalització de la lliura irlandesa el 1971 i retirada definitivament de la circulació el 1992

Altres monedes fraccionàries anomenades xílings foren usades a Malta (fins al 1972) i Nova Zelanda (fins al 1967). També van circular xílings als països escandinaus fins a la Unió Monetària Escandinava del 1873, amb el nom de skilding; i a la ciutat alemanya d'Hamburg.